# Hydropsyche winema
Hydropsyche winema är en nattsländeart som beskrevs av Donald G. Denning 1965. Hydropsyche winema ingår i släktet Hydropsyche och familjen ryssjenattsländor. Inga underarter finns listade i Catalogue of Life.